# Shuidonggou
Die Shuidonggou-Stätte (chinesisch 水洞沟遗址, Pinyin Shuǐdònggōu yízhǐ) der Shuidonggou-Kultur (水洞沟文化,  Shuǐdònggōu Wénhuà) aus dem späten Paläolithikum liegt auf dem Gebiet der Stadt Lingwu, Yinchuan, Autonomen Gebietes Ningxia der Hui-Nationalität in der Volksrepublik China. Es ist eine der ersten und ältesten in China entdeckten paläolithischen Stätten; sie wurde erstmals 1923 unter anderem von dem belgischen Missionar Gaspar Schotte (1881–1944) untersucht, ferner von Émile Licent und Pierre Teilhard de Chardin.
Als Shuidonggou wird heute eine Gruppe von insgesamt 12 Freiluft-Grabungsstätten bezeichnet, in deren löss-artigen Sedimenten tausende Artefakte insbesondere aus der Zeit vor rund 40.000 bis 30.000 Jahren geborgen wurden. Im Jahr 2000 wurde zudem das Fragment eines fossilen homininen Scheitelbeins entdeckt, das rund 17.000 bis 9.000 Jahre (Radiocarbon-Jahre, unkalibriert) alt sei. Aufgrund seiner anatomischen Merkmale wurde das Fossil als Überrest eines anatomisch modernen Menschen (Homo sapiens) interpretiert.
Die Shuidonggou-Stätte steht seit 1988 auf der Liste der Denkmäler der Volksrepublik China (3-185).

## Belege
1. 1 2   Xiujie Wu et al.: A human parietal fossil found at the Shuidonggou site, Ningxia, China. In: Anthropological Science. Band 112, 2004, S. 83–89, doi:10.1537/ase.00062, Volltext.
2. ↑  Fei Peng et al.: A chronological model for the Late Paleolithic at Shuidonggou Locality 2, North China. In: PLoS ONE. 15 (5), 2020: e0232682. doi:10.1371/journal.pone.0232682.
3. ↑  Peiqi Zhang et al.: After the blades: The late MIS3 flake-based technology at Shuidonggou Locality 2, North China. In: PLoS ONE. 17 (10), 2022: e0274777. doi:10.1371/journal.pone.0274777.

Koordinaten: 38° 17′ 26,11″ N, 106° 30′ 17,36″ O